# Халилов, Рахман
Рахман Халилов (13 сентября 1977, Баку, Азербайджан) — российский и азербайджанский бизнесмен, меценат. Знаменосец сборной Азербайджана на церемонии открытия Зимних Олимпийских игр в Сочи 2014 года. Президент Федерации зимних видов спорта Азербайджана (2013—2015).

## Биография
Родился 13 сентября 1977 года в Баку, вырос в Москве. В 1998 году окончил Европейский университет в Женеве (Швейцария). В 2001 году получил диплом об окончании факультета международного бизнеса Международного университета Женевы.

### Карьера

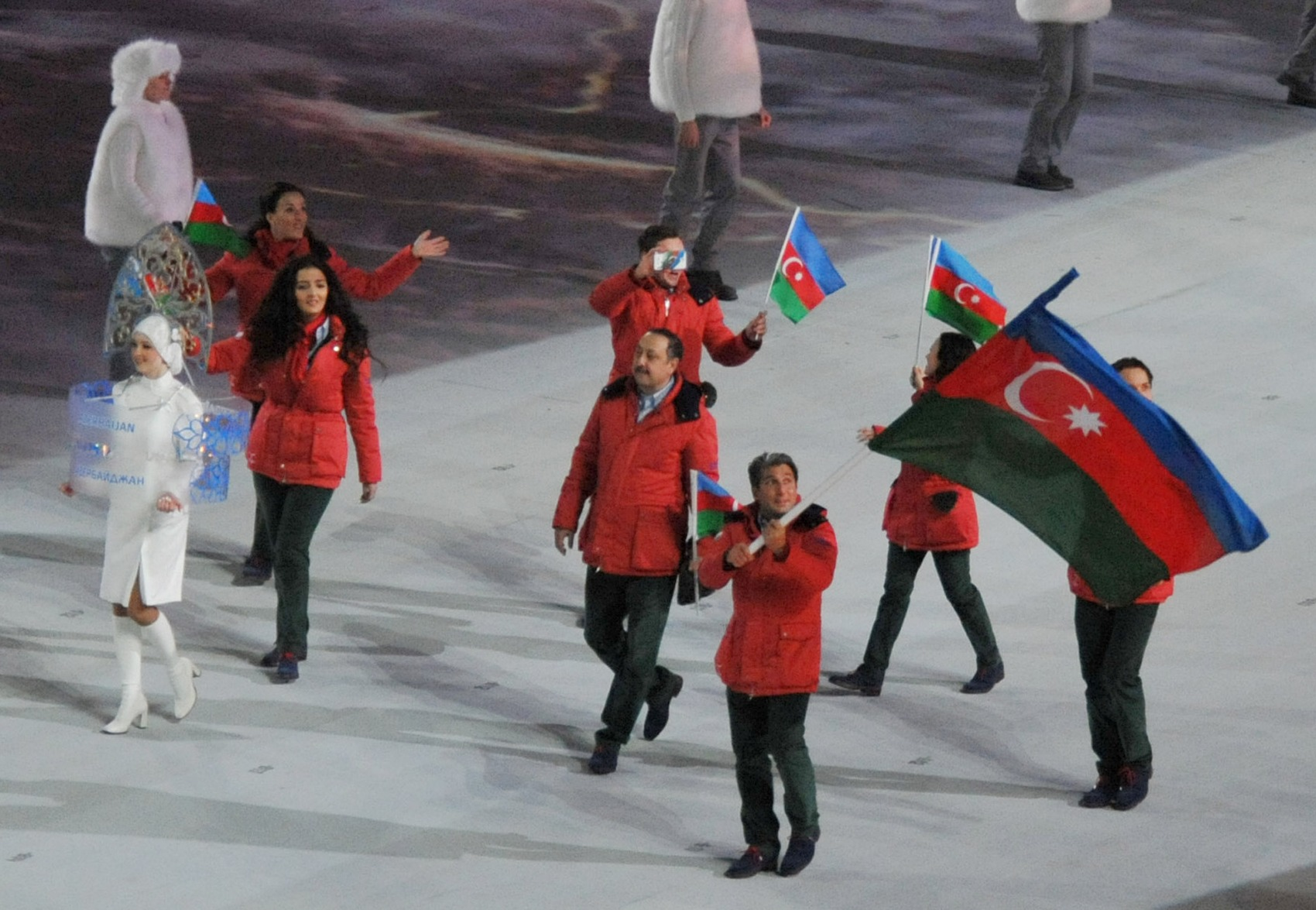
Рахман Халилов — знаменосец сборной Азербайджана на открытии Зимних Олимпийских игр 2014 года в Сочи

В период с 1997 по 2007 год работал на различных позициях в компаниях «Лукойл-Турция» и «Литаско С.А.» (Швейцария), входящих в структуру ПАО «Лукойл», а также руководителем нефтяной торговой компании RIROIL (Швейцария). 
В 2008 году стал основателем крупного бизнеса по транспортировке нефти и нефтепродуктов «РЕИЛГО» (ранее под брендом – «ИСР Транс»). Компания специализируется на оказании транспортно-экспедиторских услуг по перевозке сырой нефти, сжиженных углеводородных газов, нефтепродуктов и продуктов нефтехимии железнодорожным и водным транспортом. 
Под руководством Халилова компания вошла в число лидеров рынка грузоперевозок и стала одним из крупнейших собственников вагонов-цистерн в России (3-е место). По словам Халилова, компания входит в тройку лидеров среди грузоперевозочных компаний России, транспортируя 18 миллионов тонн нефти в год. Парк подвижного состава RAILGO насчитывает свыше 30 тыс. единиц. Объем грузоперевозок в 2019 году составил 30 млн тонн. В структуру RAILGO также входит предприятие, оказывающее услуги по перевалке нефтепродуктов – ООО «Курганнефтепродукт» в Таганроге. Эта компания управляет Таганрогским мазутным терминалом (ООО «ТМТ»). Основными российскими партнерами предприятия являются ПАО «НК “РОСНЕФТЬ”» и ООО «ЛУКОЙЛ-МаринБункер».

В России сложно управлять крупным бизнесом. У каждого свой путь. Не надо ничего бояться. Если будешь стоять на месте, тебя растопчут. Главное условие бизнеса – быть боевым и сильным.
— Рахман Халилов, интервью изданию vzglyad.az
В 2022 году основал группу компаний в Азербайджане R Group Holding с экспертизой в области управления и развития индустриальных активов. Группа предоставляет услуги полного цикла по развитию устойчивых и надежных промышленных экосистем: консалтинг в области инвестиций и управления промышленным сектором, производство и добыча ресурсов, транспортировка и логистика, проектирование и разработка ИТ-систем для управления цепями поставок.

## Благотворительность
В 2017 году основал благотворительный проект «Инвестируем в будущее». Проект помогает талантливым детям-сиротам, спортсменам и детям из малообеспеченных семей. Участники получают именные стипендии и адресную помощь, становятся гостями образовательных и культурных мероприятий.

## Родители
Отец – Искендер Агасалим оглы Халилов занимал посты вице-президента нефтяной компании «Лукойл» и вице-президента государственной нефтяной компании «Славнефть». Ныне – основатель и президент холдинга ISR-Holding, специализирующегося на производстве йода, торговле автомобилями, девелоперском, гостиничном и ресторанном бизнесе.